# District de Kesen

Le district de Kesen dans la préfecture d'Iwate.

Le district de Kesen (気仙郡, Kesen-gun) est un district situé dans la préfecture d'Iwate, au Japon.

## Géographie

### Démographie
Au 1er septembre 2015, la population du district de Kesen était estimée à 5 763 habitants répartis sur une superficie de 334,84 km2.

### Divisions administratives
Le district de Kesen est constitué du seul bourg de Sumita.